# Trắc địa

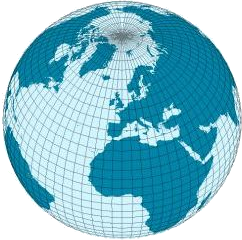

Trắc địa hay trắc đạc hay đo đạc là một ngành khoa học về Trái Đất, cụ thể là đo đạc và xử lý số liệu đo đạc địa hình và địa vật nằm trên bề mặt Trái Đất nhằm vẽ lên mặt phẳng giấy hay còn gọi là bản đồ. Trắc địa là đo đạc vị trí tọa độ và độ cao, hình dạng, kích thước, phương hướng của địa hình mặt đất và địa vật nằm trên mặt đất.
Đây là ngành nghề có từ lâu đời tại các nước châu Âu, sản phẩm của ngành có đóng góp quan trọng và liên quan mật thiết đến nhiều lĩnh vực của xã hội đặc biệt trong lĩnh vực: lập Bản đồ địa hình quốc gia, nghiên cứu và quy hoạch, thiết kế, thi công các công trình, quản lý đất đai, quản lý tài nguyên khoáng sản, quản lý rừng, quản lý biến đổi khí hậu, quản lý giao thông, điện lực, viễn thông, thủy lợi...

## Các chuyên ngành chủ yếu
- Trắc địa bản đồ (surveying and maping): đo vẽ các loại bản đồ phục vụ cho dân dụng như: công tác địa chính, bản đồ địa hình, quy hoạch xây dựng,...) và mục đích quân sự.
- Trắc địa công trình: khảo sát thiết kế công trình, triển khai bản vẽ thiết kế của công trình ra thực địa set out, phục vụ thi công và giám sát thi công xây dựng công trình đúng bản vẽ thiết kế, quan trắc chuyển dịch và biến dạng của các công trình và nền móng công trình trong toàn bộ tuổi đời của công trình. Công cụ đo chủ yếu bằng các loại máy đo đạc: máy kinh vĩ, máy thủy bình, máy dọi laser, máy toàn đạc điện tử, máy định vị GPS...và các máy láser scan thế hệ mới giúp quét và ghi nhận lại toàn bộ hiện trạng các công trình.
- Trắc địa mỏ (mining geodesy)
- Trắc địa cao cấp (higher geodesy): đo đạc trên quy mô toàn cầu
- Viễn thám (remote sensing): đây là phân ngành trắc địa đo vẽ từ ảnh hàng không (máy bay,...) sau quá trình bay chụp, bằng tàu biển (đo vẽ thềm lục địa, đáy đại dương,...). Công cụ đo có thể bằng: máy ảnh, thiết bị siêu âm, ra đa vô tuyến điện,...
- Trắc địa ảnh (photogrammetry): đây là lĩnh vực xử lý kết quả trắc địa qua ảnh
- định vị vệ tinh (GPS): định vị địa vật và đo vẽ địa hình bằng vệ tinh địa tĩnh (là loại viễn thám đặc biệt)
- Hệ thống thông tin địa lý (GIS): là chuyên ngành về phần mềm và cơ sở dữ liệu địa lý (công nghệ thông tin)
- Trắc địa biển

## Các cơ sở đào tạo nghề trắc địa ở Việt Nam
Hiện nay ở Việt Nam có các trường đại học đào tạo kỹ sư trắc địa như: Trường Đại Học Xây dựng, Đại học Mỏ địa chất Hà Nội, Đại học Tài nguyên và Môi trường Thành phố Hồ Chí Minh, Đại học Tài nguyên và Môi trường Hà Nội, Đại học Giao thông vận tải Hà Nội, Đại học Bách khoa Thành phố Hồ Chí Minh, Đại học Khoa học Tự nhiên thuộc Đại học Quốc gia Hà Nội (chuyên ngành bản đồ viễn thám & GIS tại khoa Địa lý), Học viện Kỹ thuật Quân sự, Đại học Xây dựng (chuyên ngành Kĩ thuật Trắc địa) Đại học Công nghiệp Quảng Ninh.

## Thực trạng ngành trắc địa tại Việt nam
Trắc địa Bản đồ là một ngành khoa học cơ bản, là một trong những ngành kỹ thuật có độ bao phủ rộng lớn trong các lĩnh vực quân sự và dân sự. Với quân sự, Trắc địa Bản đồ giúp Ban chỉ huy lập các phương án tác chiến quy mô lớn, các kế hoạch tấn công, vận chuyển vũ khí, lực lượng,...Trong dân sự, Trắc địa Bản đồ đóng vai quan trọng trong các lĩnh vực như: Xây dựng cơ sở dữ liệu quản lý đất đai, Lập và thi công các công trình nhà cao tầng, nhà công nghiệp, thủy lợi, thủy điện, giao thông, cầu cảng,...Do vậy, có thể nói ngành Trắc địa Bản đồ ngày nay đóng một vai trò hết sức quan trọng, cơ hội việc làm rất lớn đối với kỹ sư chất lượng cao, một khối lượng công việc lớn, thời gian làm việc lâu dài và tính chất công việc đa dạng.